# Norra Fågelås distrikt
Norra Fågelås distrikt er et folkebogføringsdistrikt i Hjo kommun. Det ligger i Västergötland og Västra Götalands län i Sverige.
Distriktet ligger ved Vätterns vestbred. Det ligger nord for Södra Fågelås distrikt og syd for Hjo distrikt.
Distriktet blev oprettet den 1. januar 2016, og det består af det tidligere Norra Fågelås Sogn (Norra Fågelås socken). Geografisk har området den samme udstrækning, som Norra Fågelås Menighed (Norra Fågelås församling) havde ved årsskiftet 1999/2000.
58°16′01″N 14°15′58″Ø / 58.26694°N 14.26611°Ø